# Serial Peripheral Interface
Serial Peripheral Interface ou SPI é um protocolo que permite a comunicação do microcontrolador com diversos outros componentes, formando uma rede.
É uma especificação de interface de comunicação série síncrona usada para comunicação de curta distância, principalmente em sistemas embarcados. A interface foi desenvolvida pela Motorola e tornou-se um padrão de facto. Aplicações típicas incluem cartões SD e mostradores de cristal líquido.
Os dispositivos SPI comunicam entre si em modo "full duplex" usando uma arquitectura "master-slave" com um único mestre. O dispositivo mestre origina a trama para a leitura e a escrita. Múltiplos dispositivos escravos são suportados através de selecção com linhas de selecção de escravos individuais (SS).
Às vezes SPI é chamado de barramento serial de quatro fios, contrastando com os barramentos seriais de três, dois (como o I2C) e um (como o One Wire) fio. O SPI pode ser descrito com precisão como uma interface de série síncrona, mas é diferente do protocolo síncrono de interface de série (SSI), que também é um síncrono protocolo de comunicação em série de quatro fios, mas emprega sinal diferencial e fornece apenas um único canal de comunicação simples.
Em modo "escravo", o microcontrolador comporta-se como um componente da rede, recebendo o sinal de Clock.
Em modo "mestre", o microcontrolador gera um sinal de relógio e deve ter um pino de entrada/saída para habilitação de cada periférico.